# Anthy-sur-Léman
Anthy-sur-Léman  là một xã trong tỉnh Haute-Savoie thuộc vùng Rhône-Alpes đông nam Pháp.